# Verbandsgemeinde Saarburg-Kell
Saarburg-Kell is een verbandsgemeinde in het Duitse district Trier-Saarburg
in de Duitse deelstaat Rijnland-Palts. Het werd opgericht op 1 januari 2019 na de fusie van de verbandsgemeinden Saarburg en Kell am See.

## Gemeenten
1. Ayl
2. Baldringen
3. Fisch
4. Freudenburg
5. Greimerath
6. Heddert
7. Hentern
8. Irsch
9. Kastel-Staadt
10. Kell am See
11. Kirf
12. Lampaden
13. Mandern
14. Mannebach
15. Merzkirchen
16. Ockfen
17. Palzem
18. Paschel
19. Stadt Saarburg
20. Schillingen
21. Schoden
22. Schömerich
23. Serrig
24. Taben-Rodt
25. Trassem
26. Vierherrenborn
27. Waldweiler
28. Wincheringen
29. Zerf